# Kupa galaxií v Panně
Kupa galaxií v Panně (také Kupa Virgo, Kupa v Panně I nebo Říše galaxií) obsahuje okolo 1300 známých galaxií. Odhaduje se, že celkový počet by mohl dosahovat až 2000 galaxií. Kupa tvoří jádro Místní nadkupy galaxií, kam patří i Mléčná dráha.
Tento rozlehlý systém se nachází ve vzdálenosti 60 milionů světelných let. Její vzdálenost byla určena pomocí cefeid v galaxii Messier 100. Tato kupa zasahuje částečně i do souhvězdí Vlasů Bereniky. Několik desítek galaxií se dá zachytit dalekohledem o průměru alespoň 15 cm. Charles Messier do svého katalogu zařadil 16 nejjasnějších: Messier 49, Messier 58, Messier 59, Messier 60, Messier 61, Messier 84, Messier 85, Messier 86, Messier 87, Messier 88, Messier 89, Messier 90, Messier 91, Messier 98, Messier 99 a Messier 100. Messier je nazval kupa mlhovin, neboť nepoznal jejich pravou podstatu.
Asi 75 % galaxií je spirálních, ostatní jsou eliptické a jen malá část je nepravidelných. Spirální galaxie tvoří okraj kupy, eliptické jsou soustředěny ve středu. Kupa tvoří jádro Místní nadkupy galaxií a svojí gravitací působí na všechny galaktické kupy, které do Místní nadkupy patří. Ačkoliv je Místní skupina galaxií přitahována ke Kupě v Panně, v důsledku rozpínání vesmíru se od ní vzdaluje rychlostí asi 950 km/s. Díky tomu se některé galaxie z Kupy v Panně přibližují k Místní skupině. Například galaxie IC 3258 se podle spektra přibližuje rychlostí 520 km/s. Naproti tomu se jiné galaxie z Kupy vzdalují. Třeba NGC 4388, která se vzdaluje rychlostí 2535 km/s. Mezi galaxiemi v Kupě se nachází žhavá plazma s teplotou několik desítek milionů stupňů a má větší hmotnost než všechny galaxie v Kupě dohromady.

## Nejjasnější galaxie
Zhruba 30 galaxií v kupě má zdánlivou hvězdnou velikost 10,5 nebo jasnější.
| Galaxie         | Typ    | Magnituda |
| --------------- | ------ | --------- |
| NGC 4192 = M98  | SbI-II | 10m,13    |
| NGC 4216        | SbII   | 9m,98     |
| NGC 4254 = M99  | ScI    | 9m,84     |
| NGC 4303 = M61  | ScI    | 9m,67     |
| NGC 4321 = M100 | ScI    | 9m,37     |
| NGC 4365        | E2     | 10m,5     |
| NGC 4374 = M84  | S0     | 9m,27     |
| NGC 4382 = M85  | S0     | 9m,22     |
| NGC 4406 = M86  | S0     | 9m,18     |
| NGC 4429        | S0     | 10m,16    |
| NGC 4438        | SBa    | 10m,08    |
| NGC 4442        | E5p    | 10m,48    |
| NGC 4450        | Sb     | 10m,12    |
| NGC 4459        | E2     | 10m,40    |
| NGC 4472 = M49  | E4     | 8m,37     |

| Galaxie           | Typ   | Magnituda |
| ----------------- | ----- | --------- |
| NGC 4473          | E4    | 10m,22    |
| NGC 4477          | S(B)a | 10m,42    |
| NGC 4486 = M87    | E1    | 8m,62     |
| NGC 4501 = M88    | Sb+I  | 9m,52     |
| NGC 4526          | E7    | 9m,64     |
| NGC 4535          | S(B)c | 9m,82     |
| NGC 4548 = M91(?) | SBb   | 10m,19    |
| NGC 4552 = M89    | E0    | 9m,81     |
| NGC 4569 = M90    | Sb+   | 9m,48     |
| NGC 4579 = M58    | Sb    | 9m,78     |
| NGC 4596          | SBa   | 10m,48    |
| NGC 4621 = M59    | E3    | 9m,79     |
| NGC 4654 = IC3708 | ScII  | 10m,46    |
| NGC 4649 = M60    | E1    | 8m,83     |
| NGC 4762          | SB0   | 10m,22    |